# The Veronicas
A The Veronicas egy ausztrál elektropop, pop-punk és rock stílusú együttes. Egy ikerpár, Jessica és Lisa Origliasso alapította az együttest 1999-ben Brisbane-ben. Saját ruhakollekciójuk 2007-ben jelent meg.
Két stúdióalbumot adtak ki, az első a The Secret Life of…, mely 2005-ben jelent meg. Az ausztrál albumlistán 2. lett, és az ARIA megadta a négyszeres platina minősítést a lemeznek, 280 000 eladott példány után. Az albumról öt kislemez jelent meg, ebből három top 10-es lett Ausztráliában.
Hook Me Up című lemezük 2007-ben jelent meg, az ausztrál albumlistán szintén második helyet elérve, kétszeres platina minősítéssel. Négy ausztrál top 10-es kislemez jelent meg a lemezről. Hook Me Up című címadó daluk első lett az ausztrál kislemezlistán.

## Háttér
2004-ben Lisa Origliasso és Jessica Origliasso megismerkedett a Bell Hughes Music Group zenei producerével, Hayden Bell-lel. Miután néhány demót felvettek, Bell javasolt egy szerződést a Excalibur Productions-szel. Bell segítette őket zenei stílusuk választásában: akusztikus pop helyett pop-rock zenét javasolt nekik, mely mára névjegyükké vált. Később elvitte őket a mérnökszobába, ahol rögtön egy produkciós szerződést írtak alá. Hogy fejleszthessék dalszerzői képességeiket, Bell rengeteg nemzetközileg ismert dalszerzővel hozta őket össze, például Clif Magness (Avril Lavigne), Billy Steinberg (Madonna, Cyndi Lauper), Max Martin (Britney Spears, Katy Perry, P!nk) mellett dolgozhattak, több, mint 50 számot írva.
Találkozókat szerveztek a Warner Bros. Recordsszal az Egyesült Államokban. Seymour Stein észrevette, Bell zenei tehetségeket fedezett fel, és le is szerződtette őket.

### Együttes neve
Jess Origliasso így magyarázta a névválasztást: „A név az, amire keveset gondoltunk, viszont egy lánynevet akartunk, és nem the Jesses akartunk lenni. Tudatosan nem egy ikres dolgot akartunk, mivel szerintünk nem túl menő.”
Lista hozzátette: „Névnek a the Lisas-t sem akartuk… láttuk a Heathers című filmet […] és Winona Ryder karaktere, Veronica […] szerintünk nagyon király volt, egy egyedi lány.”
Ennek ellenére egyesek szerint az Archie Comics szereplője, Veronica Lodge hatott a névválasztásra. A képregénynél is így gondolták, és jogi lépéseket tettek a csoport ellen, melynek célja az volt, ne nevezzék így magukat. Az Archie Comics kártérítést kért Warner Music Grouptól. A 200 millió dolláros összegből 20 millió kártérítést, és 180 millió dollár büntetést szabtak ki a kiadó ellen.
Egy egyezség alakult ki, melynek eredményeképpen Veronica Lodge képregénykönyvében is megjelentek a lányok. A képregény egy kódot is tartalmazott, mellyel 4ever című dalukat lehetett ingyenesen letölteni. Néhány hónappal később ismét szerepet kaptak a képregényben.

## Zenei karrier

### 2005–2007:The Secret Life of…

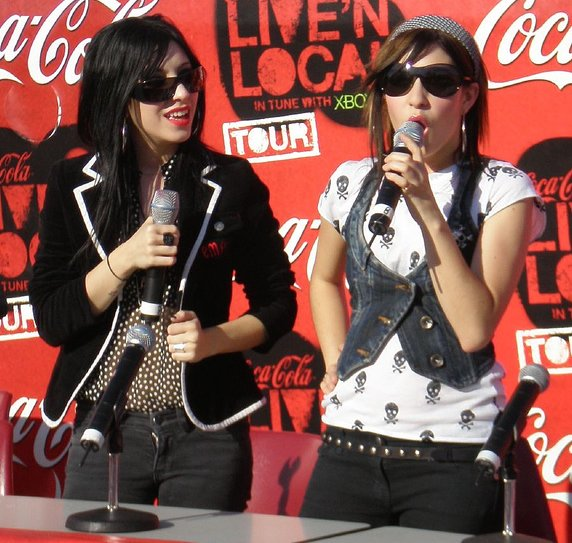
A The Veronicas 2006-ban.

A The Veronicas a 2005 NRL Grand Finalben lépett fel, napokkal debütáló, The Secret Life of… című lemezük megjelenése előtt. Az album 2005. október 17-én jelent meg, az ARIA listáján 7. helyezéssel nyitva. Azóta 2. is lett, és négyszeres platina minősítést ért el. A korong sikerei következtében öt kislemez jelent meg róla: 4ever, Everything I’m Not, When It All Falls Apart, Revolution és Leave Me Alone.
A The Secret Life of the Veronicas egy évig volt jelen az ARIAN listáin, végig a top 40-ben. 2006 szeptemberében három ARIA díjra jelölték. A "Best Pop Release" (Legjobb Pop Kiadás) díját nyerék meg. Második kislemezüket (Everything I’m Not) is előadták a díjátadón.
Az Egyesült Államokban 2006. február 14-én jelent meg a lemez, a Billboard 200 133. helyén nyitott. Erről két kislemez jelent meg. Egy DVD is megjelent az amerikai album mellett limitált kiadású példányként. Két extra dalt és videót tartalmazott. A Sessions@AOL is a tengerentúlon jelent meg, és a The Veronicas: Mtv.com Live EP, mely élő előadásaik mellett Stay című dalukat tartalmazza.
Új-Zélandon is sikeres volt a lemez, ahol ötödik lett. A holland kislemezlistán 75., Belgiumban 11. lett. Sikereik miatt megnyerték a Best International New Artist (Legjobb Nemzetközi Új Előadó) díjat a TMF Awardson 2006-ban.
Lisa és Jessica a Choice Calvin Klein és nu:u reklámarcai.
A testvérek a Related című tévéműsorban is felléptek, ahol több dalt adtak elő debütáló albumukról. Az epizódot 2006. február 6-án sugározták. 2006 márciusában 4ever című daluk Amanda Bynes She's the Man című műsorában jelent meg.
A Zack és Cody élete című sorozatban is megjelentek, ahol Cry című dalukat is előadták.
2006. december 2-án Exposed… The Secret Life of The Veronicas című CD/DVD-t adtak ki Ausztráliában. Az ARIA DVD listáján 6. lett az első héten, majd 3. helyig jutott, és dupla platina minősítést szerzett.

### 2007–2009:Hook Me Up
2007-ben a The Veronicas elkezdett második albumán dolgozni. Los Angelesben készült a lemez Toby Gad, Billy Steinberg és John Feldmann közreműködésével.
A Hook Me Up 2007. november 3-án jelent meg Ausztráliában. 9531 példány kelt el az albumból az első héten, arany minősítést elérve. Azóta 2x platina lett a lemez.
Az album 2007 28. legkeresettebb lemeze volt Ausztráliában. Az Egyesült Királyságban 2009. október 12-én jelent meg, és 35. helyig jutott az album.
Az album első kislemeze, a Hook Me Up 2007. augusztus 27-én debütált ausztrál rádiókon, és szeptember 22-én jelent meg CD formátumban. Ötödik helyig jutott el, majd hét héttel később első lett az ausztrál kislemezlistán.
Az Untouched volt az első kislemez az Egyesült Államokban, Kanadában, Európában és Új-Zélandon. A dal második lett Ausztráliában, platina minősítéssel. A Billboard Hot 100 listán is megjelent daluk (elsőként), 62. helyezéssel kezdve, majd 17. helyet elérve. Ausztrál előadók közül elsőként szereztek platina minősítést az Egyesült Államokban több, mint 1 millió letöltött példány után. A brit kislemezlistán nyolcadik, Írországban első lett.
Harmadik, illetve negyedik kislemezeik, a This Love és Take Me on the Floor top 10-es kislemezek lett Ausztráliában. and were both certified Gold. Utóbbi at Egyesült Államokban is megjelent, viszont csak 81. lett. Ötödik, Popular című kislemezük október 11-én jelent meg Ausztráliában. Az ausztrál rádiók körében népszerű lett, az ausztrál rádiós listán 11. helyig jutott.
4ever című kislemezüket újra kiadták az Egyesült Királyságban és Írországban 2009. szeptember 21-én, előbbiben 17., utóbbiban 20. lett.
Harmadik, The Hook Me Up Tour nevezetű turnéjukat 2007-ben kezdték el. November 30-tól december 12-ig tartott, nyolc nagy ausztrál városban léptek fel.
2008. október 16-án bejelentették, második, Revenge Is Sweeter tour elnevezésű turnéjukat, melynek keretében már Új-Zélandon, Amerikában, Európában és Japánban is felléptek. A turné 2009. szeptember 25-én fejeződött be egy manchesteri állomással. Egy promóciós turnét is elkezdték, melynek célja Franciaország, Németország és Olaszország volt. Turnéjuk részeként Japánban kiadták The Veronicas Complete című válogatásalbumukat összes dalukkal, illetve három bónusz felvétellel. A lemez 2009. március 18-án jelent meg. 2008 szeptemberében kiderült, a The Veronicas négy jelölést kapott az ARIA Awards-on. A rendezvényen Untouched című dalukat is előadták, viszont üres kézzel távoztak.

### 2010–2013:Life on Mars, Lolita
2009 decemberében kezdtek el dalokat szerezni új albumukra, a dalok felvétele 2010 januárjában kezdődött. A lemezre a klasszikus zene, rock és pop hatott. Jessica Origliasso szerint az albumot The Subways, The Dead Weather, Mazzy Star, Ladytron és Peaches inspirálta. A két lány szerint „[…] egy kicsit más, mint […] az előzőt kettő album”
A lányok Michael Paynter mellett is dolgoztak egy Love the Fall című dalon. A szám 19. lett az ARIA listáján. Hozzátették 2011 februárjában, háttérvokálokat vettek fel Cherie Currie új albumára. A The Veronicas a Grown-Up Christmas List című dalt is feldolgozta (eredeti előadó: Amy Grant) a The Spirit of Christmas 2010 című karácsonyi albumra.
Egy interjúban Lisa és Jess bejelentette, hogy az album első kislemeze 2011 végére várható, a lemezt 2012 elejére ígérték. 2012 februárjában a kiadási dátumot „hamarosan”-ként tették közzé. 2012. május 15-én a LOM mozaikszót fontos kifejezésként tették közzé. Továbbá közölték, az album 2012 végén biztos, hogy megjelenik. 2012. június 2-án a The Veronicas közzétette az album címét: Life on Mars. A lemez kiadása szeptemberben vagy októberben várható. Az album első kislemeze a Lolita címet kapta. 2012. július 27-én került kiadásra.
Az albumról már több dalt bemutattak, például a Dead Cool-t, Cold-ot, Heart like a Boat-ot, Baby I’m Ready-t és Let Me Out-ot.
Az ikrek Sydney-ben, a Hot30 című rádiós műsorban mutattak be egy előzetest Did You Miss Me című dalukból. Perth-ben a Mad Love akusztikus változatát adták elő.
Egy rajongói kérdésre válaszolva a lányok elárulták egy dal címét az új albumról: Spirits and Sin. December 16-án egy lehetséges számot említettek: „Heartbroken. Épp most írtam a lelkitársaimmal: @Jessicaveronica @axlll @IlseyJ. Ahol a szavak elbuknak, ott a zene beszél.”

### 2014-jelenleg:The Veronicas
2014 márciusában a lányok bejelentették, hogy sikerült felbontaniuk szerződésüket régi kiadójukkal, és a továbbiakban a Sony Musickal folytatják harmadik albumuk munkálatait. 2014. szeptember 19-én jelent meg az új album első kislemeze, a You Ruin Me, ami azonnal siker lett Ausztráliában. A harmadik stúdióalbum a The Veronicas nevet kapta, 2014. november 21-én jelent meg és 14 számot tartalmaz. Az albumról még két kislemez született, az If You Love Someone és a Cruel.

## Diszkográfia

### Albumok
- The Secret Life of… (2005)
- Hook Me Up (2007)
- The Veronicas  (2014)
- Godzilla (2021)
- Human (2021)

## Turnék
- Revenge Is Sweeter tour (2009)